# Subcetate, Harghita
Subcetate (în maghiară: Gyergyóvárhegy) este satul de reședință al comunei cu același nume din județul Harghita, Transilvania, România.

## Istoric

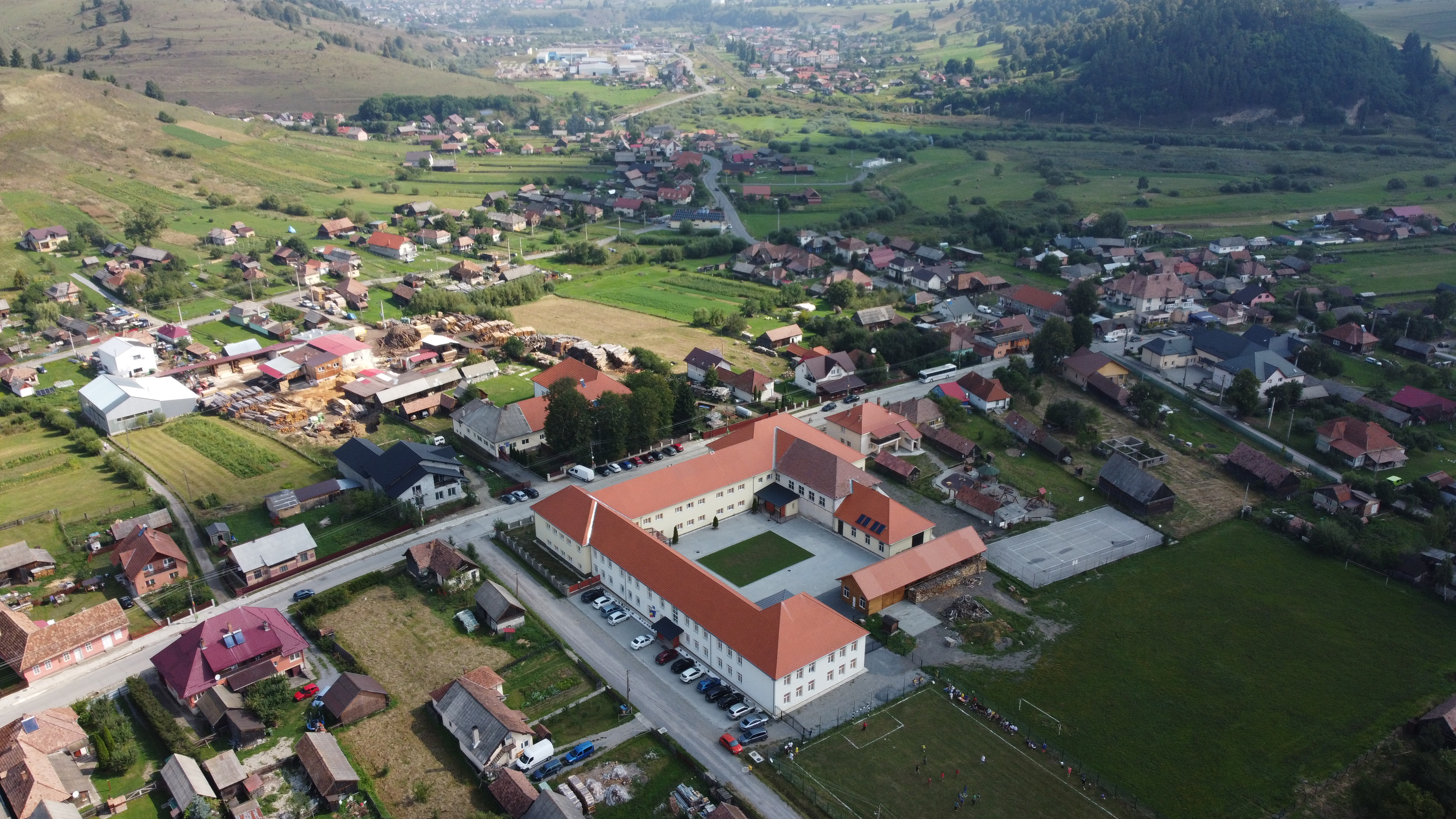

Prima atestare documentară a școlii din Subcetate a fost făcută în conscripția din anul 1742, când la Subcetate exista o școală confesională greco-catolică, cu dascălul George.
În anul 1956 s-a înființat în clădirea nou construită primul liceu din zona Topliței, unicul între Reghin și Gheorgheni. Liceul a funcționat numai doi ani la Subcetate, între 1956-1958, deoarece în acest timp s-a construit la Toplița, reședința de raion, o clădire corespunzătoare și în 1958 elevii liceeni și profesorii lor au fost transferați la Toplița. 
În clădirea din Subcetate a funcționat în următorii ani școala elementară de 7 clase. În 1961 a fost aprobată din nou înființarea unei școli mixte medii (liceu) la Subcetate, care funcționează fără întrerupere până în prezent. În 2010 instituția avea 567 de elevi, 2 laboratoare de informatică, 4 laboratoare, 2 ateliere școală, 12 cabinete, o sală de sport, bază sportivă de 9000 mp, o bibliotecă cu peste 22.000 de volume, un centru de informare și documentare modern înființat după proiectul elaborat de Centrul Cultural Francez.

## Personalități
- Vasile Urzică (1872-1970), protopop greco-catolic de Alba Iulia, senator. Protopopul Urzică a ctitorit biserica de piatră din Subcetate, cu hramul Sfântul Dumitru,[3], delegat în Marea Adunare Națională de la Alba Iulia 1918

## Obiective memoriale
- Poarta de la 1786. Este poarta de acces în cimitirul comunal, constuită la 1786, an în care a fost făcută și prima renovare a vechii bisericuțe greco-catolice din lemn, care a ars apoi în anul 1898.
- Monumentul Eroilor Români din Primul Război Mondial. Crucea memorială este amplasată în curtea bisericii, fiind înălțată în memoria eroilor din comună căzuți în Primul Război Mondial. Monumentul a fost dezvelit în anul 1925 și este realizat din granit, în timp ce împrejmuirea este asigurată cu un gard din bare de fier. Pe fațada monumentului sunt înscrise numele a 123 eroi din localitatea Subcetate, alături de un inscripția comemorativă: „Nu-s morți cei ce căzut-au pe câmpul de onoare/ S-au dus numai pe drumul aprins de ideal“.
- Monumentul Eroilor Români din Al Doilea Război Mondial. Obeliscul a fost dezvelit în anul 1970, fiind amplasat în curtea Bisericii. Monumentul, cu înălțimea de 2,70 m, este realizat din beton, fiind ridicat în memoria eroilor din comună, căzuți în Al Doilea Război Mondial, de către un grup de cetățeni localnici. Pe fațada obeliscului sunt înscrise numele a 56 de eroi.